# Gérald Poussin
Pour les articles homonymes, voir Poussin.
 (octobre 2018).
Gérald Poussin est un dessinateur de bande dessinée, illustrateur, peintre, sculpteur, plasticien et réalisateur suisse, né le 13 août 1946 à Carouge (Genève).

## Biographie
Gérald Poussin est né en 1946 à Carouge. Il se souvient avoir fréquenté les bistrots de Carouge avec son père, pour voir les matches de football (la famille n’avait pas la télévision, comme beaucoup à cette époque).
Jeune adulte, il habite à la rue Saint-Joseph située dans le vieux Carouge et y reste durant 18 ans. Les conditions y sont très simples : il paye 100 francs par mois de loyer pour un logement sans eau chaude ni chauffage, avec les toilettes à l’extérieur. Il aime « l’ambiance des cafés, leur côté chaleureux ». La ville de Carouge reste sa référence, son « bonheur », bien qu’il vive quelque temps à Paris, voyage en Inde (où il se fait violemment agresser) et aime se rendre au Tessin et marcher dans les Centovalli. 
Son premier métier, détesté, est monteur en chauffage. Il se lance dans la bande dessinée en 1979. 
Il réalise en 1990 la décoration d’une place de jeux à Carouge. Lors de sa première exposition dans sa ville natale, en 1992, son atelier et son logement sont à quelques centaines de mètres. Une pièce de l’exposition reproduit sa vision, son souvenir de la rivière Drize où il jouait enfant (avant qu'elle ne soit canalisée) : le visiteur sur une passerelle de bois croise un fond bleuté traversé de poissons argentés, des insectes mystérieux et des plantes multicolores. 
En 2010, il réalise une fresque sur le mur borgne de l’immeuble où il vit, à la rue Alexandre-Gavard : ce sera un vol d’oiseaux. Il a voulu suggérer, d'après Maryelle Budry, « le passage rapide des humains sur terre, aussi furtif qu’un vol d’oiseaux migrateurs ».

## Œuvre
Artiste autodidacte, il participe tout d'abord à des films d'animation (Trou attention, 1970 - Colonel Zabu, 1970 - Alphon au pays des merveilles, 1972 - La Nuit des Ploucs, 1977 - Téo Véra change de monde, 1979). Deux de ses films ont été présents à Cannes festival de court-métrage 1971. Il a publié des dessins humoristiques dans Gonocoque puis il s'installe à Paris où il collabore à de nombreux journaux (Hara-Kiri, Zinc, Charlie Mensuel, L'Écho des savanes, Le Nouvel Observateur, Libération). En 2015, il témoigne de cette époque : « Je faisais partie de la famille, une famille de fêtards où l’on côtoyait Cabu, Wolinski, Reiser, Cavanna, le professeur Choron ».
Parallèlement à la publication d'albums de bandes dessinées (Tendance débile, 1979 - Papiers Gras, 1981 - Les aventures de Buddy et Flappo, 1983 - Le clan cervelas, 1986), il s'adonne à d'autres activités : peintre, sculpteur, illustrateur (les Fables de La Fontaine, 1996), affichiste, créateur de mobilier, tapis, bijoux, montres (pour Swatch, notamment).
Il est aussi auteur, créateur de décors, de costumes et interprète d'une pièce de théâtre (Buddy et Flappo brûlent les planches, 1983), de 17 sketches filmés pour la Télévision suisse romande (Robert le Coléoptère, 1994) et concepteur de décors et costumes pour le théâtre Am Stram Gram (Cacophonie, de Philippe Cohen, 1990), pour le Grand Théâtre de Genève (ballet La Bayadère, 1999) et pour le Théâtre de Carouge (Les Quiproquo, de Rodolphe Töpffer, 2004). Ses peintures de jardins d'épices du Kerala sont projetées en 2007 lors de l'opéra Alceste de Haendel.
Depuis 1970, il expose dans des galeries de Genève, Bâle, Zurich, Paris, Milan, Berlin, Tokyo, et à partir de 1985 des expositions rétrospectives lui sont consacrées.

## Expositions
- 1985 Gewerbemuseum (als) à Bâle
- 1986 Musée des beaux-arts de Rouen
- 1986 Centre culturel suisse à Paris
- 1986 Musée du manoir à Martigny
- 1986 MJC de Saint-Gervais à Genève
- 1988 Musée des arts décoratifs à Lausanne
- 1991 Swiss Institute Contemporary Art (en) à New York
- 1992 Musée de Carouge[2]
- 2018 Café du Soleil à Saignelégier[7]

En 1986, il s'associe à son épouse Geneviève Cuénoud, architecte, afin de réaliser les mandats de décoration qui lui sont confiés, notamment :
- 1987 Bar du Nord à Carouge
- 1987 Voyez chez les voisins, façade à la rue des Deux-Ponts, La Jonction, Genève[8]
- fresque murale dans le centre de rencontres pour jeunes à Vernier[9]
- 1988 place publique à Vernier
- 1990 aire de jeux à Carouge[3]
- 1991 gare du Flon à Lausanne[10]
- 1991 façades du Palais de Beaulieu à Lausanne pour « Habitat et Jardin »
- 1991 « BD'91 » pour le 700e anniversaire de la confédération à Sierre[11]
- 1992 usine Valtronic à la vallée de Joux
- 1993 Festival international des jardins à Chaumont-sur-Loire
- 1994 façade de la Télévision suisse romande à Genève pour le 40e anniversaire, homologuée au Guinness Book comme étant la plus grande toile du monde (1 635 m2)[12]
- 1995 Hôpital de pédiatrie à Genève
- 1995 établissements publics socio-éducatifs pour personnes handicapées mentales (EPSE) à Genève[13]
- 1996 institution PRO à Genève
- 1998 Hôpital de réadaptation à Sion
- 2001 hall d’enregistrement de l’aéroport international de Genève, mobile composé de 500 hirondelles symbolisant les migrations, à l’initiative de la Fondation pour Genève[14]
- 2002 centre de formation du Comité international de la Croix-Rouge à Versoix
- façade du collège de Versoix
- 2008 « La Maison de Monsieur Glouton » (station intégrée de tri des déchets)
- 2010 Le Mur migrateur, 12 rue Alexandre-Gavard à Carouge[4]
- 2012 Fleurs et pollens du monde, box d’entrée de l’Office cantonal de la population et des migrations à Onex[15]

Depuis 1999, en dehors des projets de décoration, Gérald Poussin consacre l'essentiel de son temps à la peinture.

## Publications
Bandes dessinées
- Gérald Poussin, Farces et attrapes prolos, Petit-Lancy, Librairie Adversaire, 1972, 31 p. (ISBN 2-9700015-0-0)

- Gérald Poussin et al., Nimbus présente le grand orchestre, Genève, Cumulus, 1980, 92 p.

- Gérald Poussin, Papiers gras, Paris, A. Michel Le Square, 1981, 79 p. (ISBN 2-226-01107-2)

- (de) Gérald Poussin et Aloys (trad. du français par D. Basler, R. Bonomo), Zig zag zoug : [Bildergeschichten], Zurich, éd. Moderne, 1982, 57 p. (ISBN 3-907010-04-3)

- Gérald Poussin, Les aventures de Buddy et Flappo, Paris, A. Michel L'Écho des savanes, 1983, 48 p. (ISBN 2-226-01774-7)

- Gérald Poussin, Le clan cervelas, Genève, L'Essai, 1986, 66 p. (ISBN 2-88186-002-8)

Catalogue d’exposition
- Gérald Poussin, Myriam Matthey-Doret (collab.) et Jean M. Marquis (collab.), Gérald Poussin, Musée de Carouge, 1992, Carouge, Ville de Carouge, coll. « Petite bibliothèque carougeoise », 1992, 59 p.

Livres illustrés
- Gérald Poussin, Prise de bec, Carouge, Zoé, 2006, 71 p. (ISBN 2-88182-556-7)

- Gérald Poussin et al., Drozophile, Genève, Kouma, 2010, 106 p., 47 cm (ISBN 978-2-9700604-1-3)

- Gérald Poussin, Sorj Chalandon et Siné, Le catalogue des animaux disparus dans les marais d'amnésie, Paris, Les Cahiers dessinés, 2014, 109 p. (ISBN 979-10-90875-27-2)

Illustrations
- En collab. avec le Laboratoire de démographie économique et sociale, Université de Genève ; sous la dir. de l'Équipe des Cahiers et Gérald Poussin (illustrateur), Vers un ailleurs prometteur... : l'émigration, une réponse universelle à une situation de crise ?, Paris ; Genève, Presses universitaires de France ; Cahiers de l'I.U.E.D., coll. « Cahiers de l'Institut universitaire d'études du développement », 1993, 391 p. (ISBN 2-13-045703-7), chap. 22

- R. Wuillemin, Gérald Poussin (illustrateur), Macé (illustrateur) et Tschopp (illustrateur), Hier, aujourd'hui, demain : un siècle pour vos sens : 1895-1995 (Firmenich), Genève, Publipartner, 1995, 61 p.Existe aussi en anglais sous le titre Yesterday, today, tomorrow : a century for the senses : 1895-1995

- Urs Frauchiger et Gérald Poussin (illustrateur) (trad. de l'allemand par Ursula Gaillard), Dans la mêlée : réflexions sur la culture en Suisse, Carouge, Zoé, 1996, 173 p. (ISBN 2-88182-272-X)

- Gérald Poussin, Les Fables de La Fontaine illustrées par Poussin, Carouge, Zoé, 1996, 63 p. (ISBN 2-88182-258-4)

## Galerie

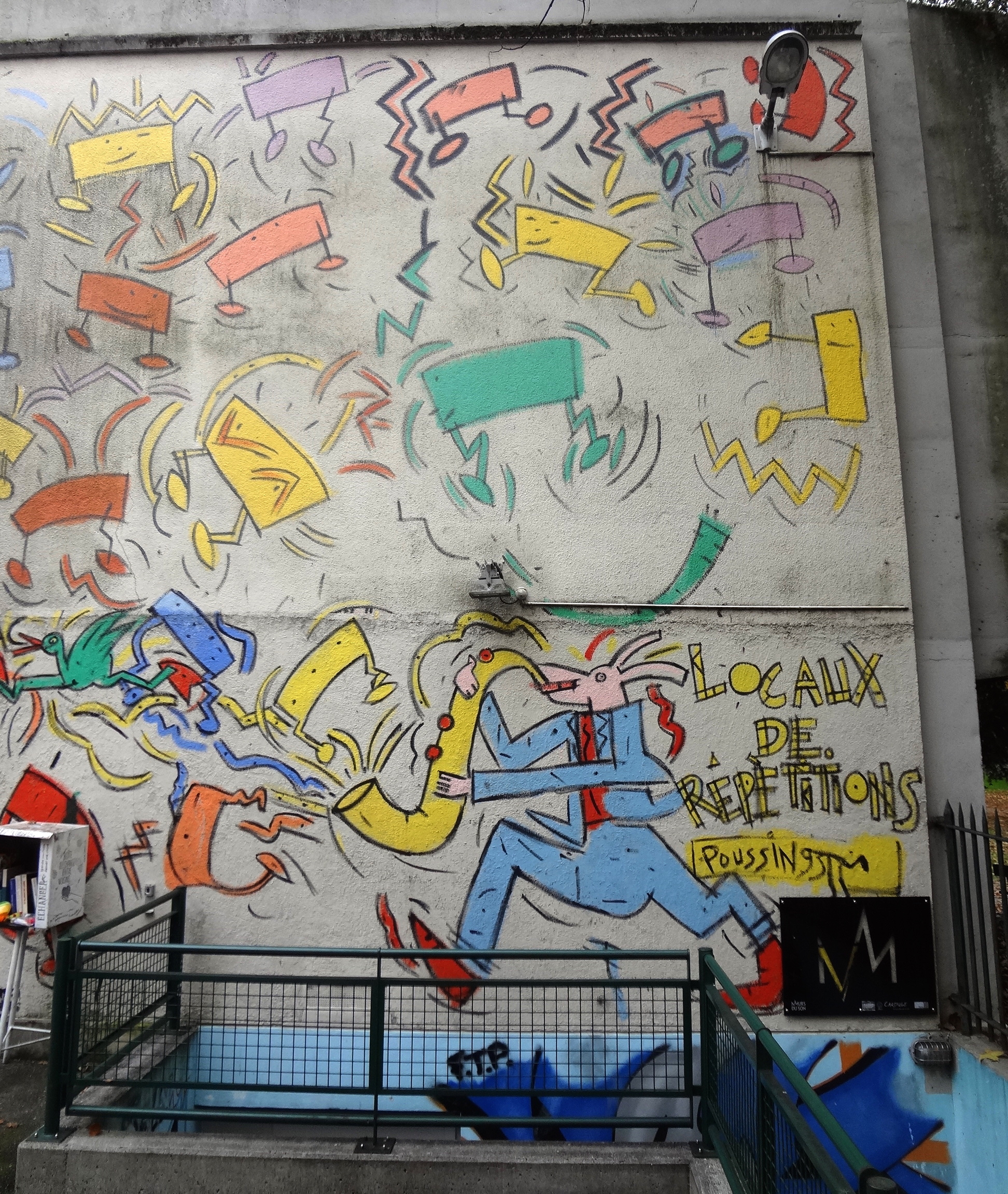
Le mur du son, Carouge, 1993
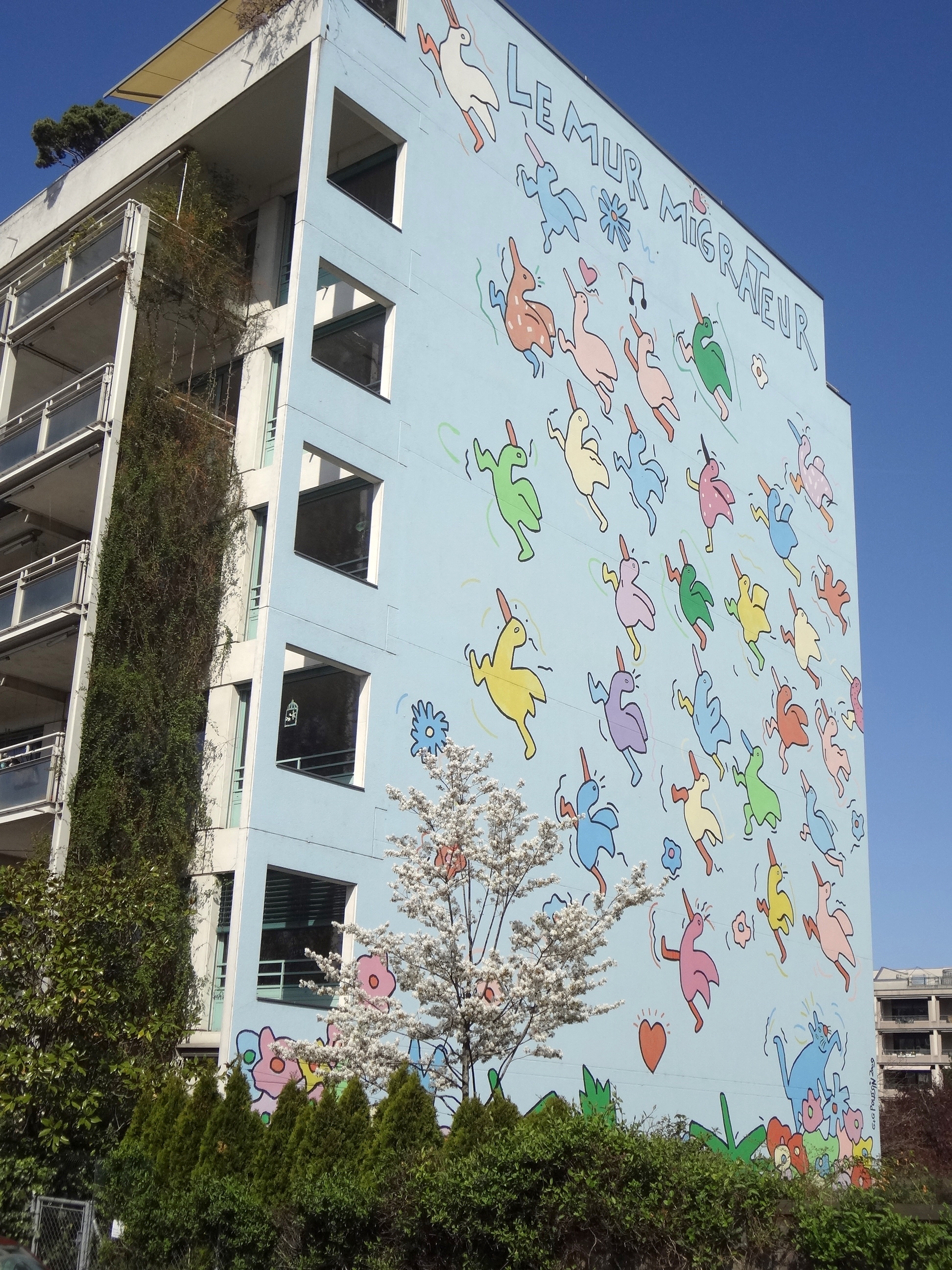
Mur migrateur, Carouge, 2010
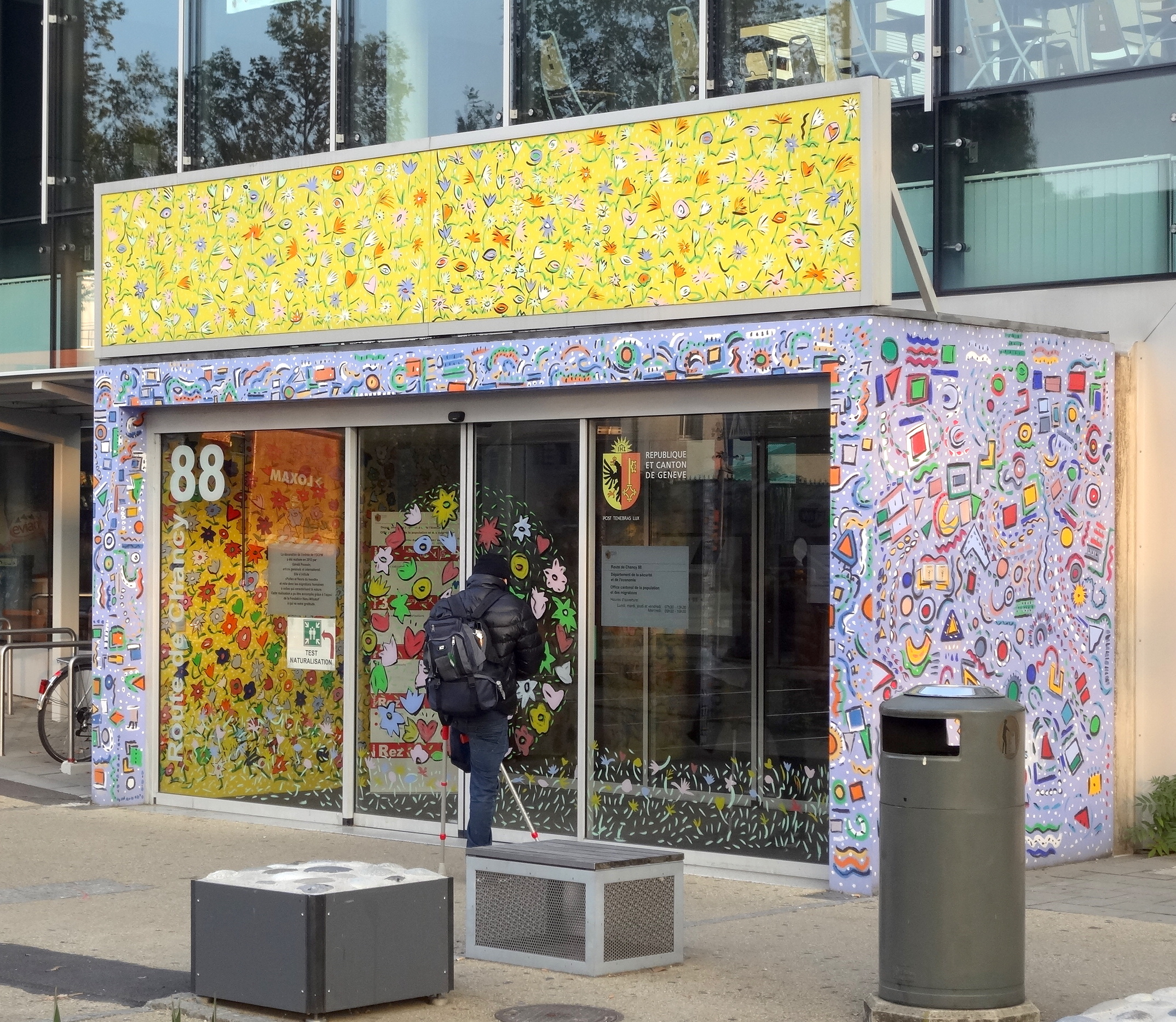
Fleurs  et  pollens  du  monde, Onex, 2012